# Sonya Chervonsky
Sonya Chervonsky (ur. 15 czerwca 1983) – australijska judoczka. Olimpijka z Aten 2004, gdzie odpadła w eliminacjach w wadze ekstralekkiej.
Uczestniczka mistrzostw świata w 2010 i 2011. Startowała w Pucharze Świata w latach 2009-2011. Wicemistrzyni Wspólnoty Narodów w 2010. Zdobyła sześć medali mistrzostw Oceanii w latach 2002 - 2011. Mistrzyni Australii w 2002 i 2004.

## Letnie Igrzyska Olimpijskie 2004
| Konkurencja | Eliminacje                  | Repasaże                 | Klas. końcowa |
| Konkurencja | Przeciwnik I                | Przeciwnik I             | Miejsce       |
| ----------- | --------------------------- | ------------------------ | ------------- |
| 48 kg       | Frédérique Jossinet (FRA) P | Tatiana Moskvina (BLR) P | 2 runda.      |